# STS-58
STS-58 (englisch Space Transportation System) ist eine Missionsbezeichnung für das US-amerikanische Space Shuttle Columbia (OV-102) der NASA. Der Start erfolgte am 18. Oktober 1993. Es war die 58. Space-Shuttle-Mission und der 15. Flug der Raumfähre Columbia.

## Mannschaft

### Hauptmannschaft
- John Blaha (4. Raumflug), Kommandant
- Richard Searfoss (1. Raumflug), Pilot
- Rhea Seddon (3. Raumflug), Missionsspezialistin
- William S. McArthur (1. Raumflug), Missionsspezialist
- David Wolf (1. Raumflug), Missionsspezialist
- Shannon Lucid (4. Raumflug), Missionsspezialistin
- Martin Fettman (1. Raumflug), Nutzlastspezialist, Colorado State University

Blaha und Lucid waren schon bei der Mission STS-43 gemeinsam geflogen. 

### Ersatz
- Jay Buckey und Lawrence Young für Fettman

## Missionsüberblick
STS-58 war der längste Shuttle-Flug, der den Vorjahresrekord von STS-50 um mehr als viereinhalb Stunden überbot, und die viertlängste Mission in der Geschichte der bemannten US-Raumfahrt (nur die drei Skylab-Flüge waren länger).
Ziel der zweiten SLS-Mission (Spacelab Life Sciences) war die Untersuchung der Auswirkungen der Schwerelosigkeit auf den menschlichen Körper. Der Schwerpunkt der Experimente lag dabei auf den Auswirkungen auf die Herzkranzgefäße, das Neurovestibularsystem sowie das Muskel-Skelett-System des menschlichen Körpers.
Die Experimente wurden neben der Besatzung der Columbia auch an Versuchstieren durchgeführt. Dazu befanden sich 48 männliche, weiße Laborratten an Bord. Sechs der Tiere wurden während der Mission getötet und anschließend erstmals bei einem Raumflug Gewebeproben entnommen.
Ferner führten die Mannschaftsmitglieder Versuche zum Knochengewebsverlust als Auswirkung der Schwerelosigkeit auf den menschlichen Körper durch. Daneben wurde die Raumkrankheit und der damit verbundene Orientierungsverlust untersucht. Dazu trugen die Astronauten Lucid und Fettman eine Apparatur am Körper, die jede Bewegung des Körpers während des Tages fortwährend aufzeichnete.
Zusammen mit den bereits im Juni 1991 auf der Mission SLS-1 gesammelten Daten ergaben die Versuche während der STS-58-Mission die detailliertesten und umfangreichsten physiologischen Messergebnisse seit dem Skylab-Programm aus den Jahren 1973 und 1974.

## Vorbereitungen
Die Raumfähre Columbia hatte zuletzt die zweite Deutsche Spacelab-Mission D-2 durchgeführt. STS-55 war nach zehn Tagen, am 6. Mai 1993, auf der Edwards Air Force Base in Kalifornien zu Ende gegangen. Eine Woche später trat sie auf dem Rücken einer umgebauten Boeing 747 (Shuttle Carrier Aircraft) die mehrtägige Heimreise nach Florida an. Ab dem 15. Mai wurde die Raumfähre im OPF-Hangar (Orbiter Processing Facility) am Kennedy Space Center auf STS-58 vorbereitet. Am 11. August erfolgte die Überführung ins Vehicle Assembly Building. Dort wurde der Orbiter zwei Tage später mit dem Außentank sowie den beiden Feststoffraketen verbunden. Nur fünf Tage nach dem Start von STS-51 wurde die Fähre am 17. September zur Startrampe 39B transportiert.

## Missionsverlauf
Zu Beginn des Jahres 1993 hatte die NASA die STS-58-Mission für August geplant. Durch die obligatorischen Verzögerungen visierte die NASA dann den 10. September an. Die Startverschiebungen bei STS-51, dem vorangegangenen Flug, führten schließlich dazu, dass STS-58 erst im Oktober 1993 beginnen konnte.

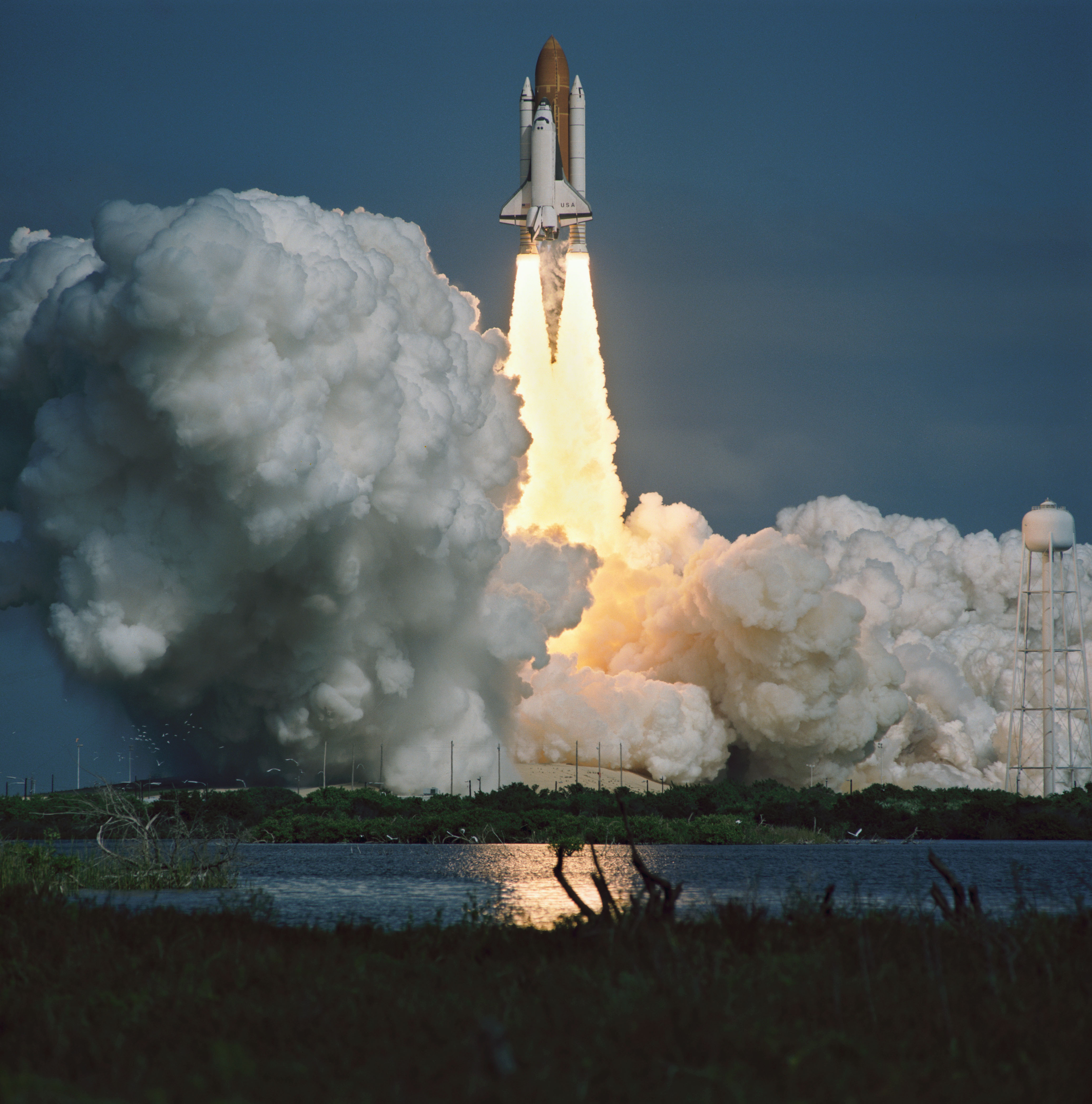
Start der Columbia

Wegen des Ausfalls eines Computers, der im Notfall die Feststoffraketen sprengt, musste der erste Startversuch am 14. Oktober 1993 abgesagt werden, nachdem schlechtes Wetter bereits einen zweistündigen Halt des Countdowns erzwungen hatte. Tags darauf verursachte ein defekter S-Band-Transponder in der Columbia einen Startabbruch. Der Austausch der Elektronikeinheit sowie notwendige Wartungsarbeiten an den Experimenten führten dazu, dass der nächste Anlauf erst drei Tage später unternommen werden konnte. Der Start erfolgte am 18. Oktober zehn Sekunden später als vorgesehen, weil der Countdown um diese Zeitspanne angehalten wurde, als ein Flugzeug den gesperrten Luftraum passierte.
Die Besatzung führte nicht nur Experimente durch, sondern war bei einigen selbst beteiligt – als „Versuchskaninchen“. Beispielsweise trugen Missionsspezialistin Rhea Seddon und Nutzlastexperte Martin Fettman (der erste Veterinär im All) Herzkatheter, um die Anpassung und Pumpleistung des Herzens während der Startphase und der ersten Stunden in der Umlaufbahn zu überwachen. Wegen der mehrtägigen Verschiebung des Starts liefen die beiden Mediziner tagelang mit den Schläuchen in ihren Venen herum, um die Katheter nicht jedes Mal neu anlegen zu müssen. Erst am Ende des ersten Tages an Bord entfernten sie die Sonden.
Am zweiten Flugtag (19. Oktober) fiel für rund zwanzig Minuten die Stromversorgung in einem Experimentschrank aus. Den darin untergebrachten Ratten bereitete dieser kleine Zwischenfall keine Probleme. Nach Auskunft der Astronauten fühlten sich alle Nager wohl.
Am 20. Oktober legten Bill McArthur und John Blaha LBNP-„Unterdruckhosen“ an. Die Lower Body Negative Pressure Countermeasures verwendeten eine Art Sack, in den der Astronaut mit seinen Beinen schlüpfte. An der Hüfte wurde der Sack verschlossen und darin ein Unterdruck erzeugt. Dadurch fand eine Flüssigkeitsverschiebung im Körper statt, die den Verhältnissen auf der Erdoberfläche entspricht. Mit dem Experiment wurde untersucht, ob dies eine geeignete Maßnahme in Vorbereitungen auf die Belastungen während des Wiedereintritts ist.
Auf dem Weg in die Schlafkajüten entdeckte die Mannschaft am Ende des dritten Flugtages (20. Oktober) eine geringfügige Leckstelle an einem Filter der Bordtoilette. Zunächst dachte man an einen Defekt der Toilette, was sich jedoch nicht bestätigte. Kommandant Blaha und Missionsspezialist McArthur entfernten daraufhin den Geruchsfilter und nahmen dabei etwa einen Teelöffel Flüssigkeit auf. Als Gegenmaßnahme wurde ein zweiter Wasserabscheider aktiviert, um weitere Luftfeuchtigkeit aus der Kabinenluft zu entfernen.
Zur Erforschung des menschlichen Stoffwechsels sammelten die Besatzungsmitglieder während der Mission Urin- und Speichelproben und führten Buch über die von ihnen durchgeführten Übungen sowie die Nahrungs- und Flüssigkeitsaufnahmen. Die Wissenschaftler wollten so den Energieverbrauch des Körpers bei Langzeitaufenthalten im Weltraum besser verstehen.
Ein weiterer Forschungsschwerpunkt galt dem Gleichgewichtsorgan, das sich bei Wirbeltieren in deren Innenohr befindet. Die Forscher wollten erfahren wie sich der Vestibularapparat an die Schwerelosigkeit anpasst. Das ist ein entscheidender Faktor in der bemannten Raumfahrt, weil keine anderen physiologischen Veränderungen das Befinden des Astronauten zu Beginn eines Raumflug stärker beeinflussen. Ein Teil dieses Versuchs war die Tötung von sechs Ratten, deren Innenohr von Martin Fettman und Rhea Seddon für eine spätere Untersuchung am Boden seziert wurden.
Am 21. Oktober (vierter Flugtag) gaben die für den Nutzlastbetrieb verantwortliche Missionsspezialistin Rhea Seddon, ihre Kollegen David Wolf und Shannon Lucid sowie Nutzlastspezialist Marty Fettman weitere Blut- und Urinproben für weitergehende Versuche bezüglich des menschlichen Stoffwechsels unter Schwerelosigkeit ab. Die Proben ergänzten die Untersuchungen zur Calciumaufnahme vom Vortag. Dr. Claude Arnaud von der University of California erforschte den Mineralverlust des Körpers während des Raumflugs und ging der Frage nach, wie Calcium im Stoffwechsel des Knochenbaus verarbeitet wird. Die Forschungsergebnisse der SLS-1 Mission von 1991 hatten gezeigt, dass die knochenabbauenden Zellen (Osteoklasten) in der Schwerelosigkeit aktiver sind als die für den Aufbau verantwortlichen Osteoblasten. Bei diesem Flug wollte Dr. Arnaud wissen, welchen Einfluss Vitamin D und Hormone der Nebenschilddrüse auf den Calciumverlust des Knochens haben.
Am fünften Missionstag (22. Oktober) sprachen Blaha und Searfoss über die SAREX-Amateurfunkanlage (Shuttle Amateur Radio EXperiment) mit Schülern einer Middle School in Tennessee und einer Grundschule in Texas. Außerdem erprobte Shuttle-Pilot Searfoss die Möglichkeit, ohne fremde Hilfe während des laufenden Betriebs ein Modul aus einem Spacelab-Experimentschrank (Standard Interface Rack) auszubauen und in einen anderen einzusetzen.
Damit die Piloten einer Raumfähre bei Langzeitflügen ihre antrainierten Fähigkeiten, das Schiff am Ende der Mission zu landen nicht einbüßen, wurde bei STS-58 erstmals ein Simulationscomputer getestet. Der PILOT-Laptop (Pilot Inflight Landing Operations Trainer) war mit einem Joystick ausgestattet, der dem Steuerknüppel des Orbiters glich. Als Software waren die für den Wiedereintritt relevanten Teile installiert, die auch auf dem Shuttle-Simulator eingesetzt werden. PILOT sollte unter Beweis stellen, als Hilfsmittel für Kommandant und Piloten bei der Landung des Shuttles nach einem längeren Raumflug zu dienen.
Der 23. Oktober war der „Tag der Ratte“. Vier Astronauten unter der Leitung der beiden Mediziner Martin Fettman und Rhea Seddon nahmen einigen der Nagetiere Blut ab. Die 48 Laborratten waren in zwei RAHF-Schränken (Research Animal Holding Facility) untergebracht, die vom Ames Research Center entwickelt wurden. Jedes Rack enthielt zwölf Käfige, von denen jeder Platz für zwei (maximal je 400 Gramm schwere) Ratten bot.
Im Rahmen des OARE-Tests (Orbital Acceleration Research Experiment) änderten die beiden Shuttle-Piloten am zehnten Flugtag (27. Oktober) einige Male die Fluglage der Raumfähre. OARE ermittelte die aerodynamischen Belastungen, die auf den Orbiter während des Fluges und in der frühen Wiedereintrittsphase wirken. Die bisher eingesetzten Beschleunigungsmesser wurden in irdischen Labors geeicht und konnten deshalb zu ungenauen Ergebnissen führen. Der OARE-Sensor, der in einer kleinen Kiste im Laderaum untergebracht war, kalibrierte sich während des Fluges selbst.
Rhea Seddon stellte am 28. Oktober einen persönlichen Rekord auf: ihr Mann, der damalige Astronautenchef Robert Gibson, hatte mit vier Flügen insgesamt knapp 633 Stunden im Orbit verbracht. Seddon überbot im Laufe des elften Flugtages diese familiäre Bestleistung.
Während des Fluges konnte sich die Mannschaft an zwei Tagen (fünfter und elfter Bordtag) für ein paar Stunden etwas ausruhen. Diese Freizeitaktivitäten wurden deshalb in den straffen Arbeitsplan eingebaut, um saubere Ergebnisse zu erhalten. Müde und gestresste Astronauten machen Fehler und können so die Versuchsreihen negativ beeinflussen.
Während des letzten vollen Arbeitstages (30. Oktober) mussten Martin Fettman und Rhea Seddon mindestens fünf Ratten töten und sezieren. Weil die beiden Wissenschaftler sehr konzentriert arbeiteten, hatten sie die Zeit ein sechstes Exemplar zu guillotinieren. Innerhalb von sieben Stunden konnten sechs Innenohrproben genommen werden. Nur durch die Konservierung während des Fluges, was zuvor noch nicht durchgeführt wurde, konnte festgestellt werden, wie sich das Gleichgewichtsorgan des Tieres an die Schwerelosigkeit angepasst hatte.

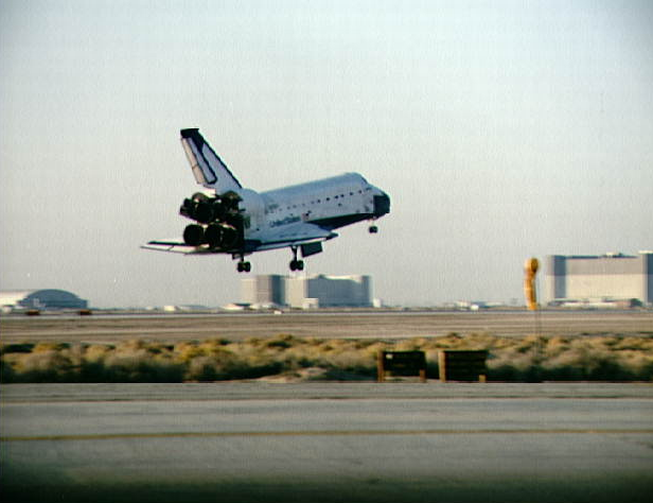
Columbia setzt zur Landung an

Am 1. November 1993 kehrte die Columbia zur Erde zurück. Nachdem die letzten Experimente beendet, das Spacelab-Labor abgeschaltet und alles Notwendige (darunter über 650 Proben) verstaut worden war, wurden vier Stunden vor der Landung die zwei Frachtraumtüren geschlossen. Mit dem Bremsmanöver wurde um 14:05 UTC der Wiedereintritt eingeleitet. Genau eine Stunde später setzte der Orbiter nach 14 Tagen in der Erdumlaufbahn auf der Betonpiste 22 der Edwards Air Force Base in Kalifornien auf. Eine Woche später wurde der Orbiter mit dem Shuttle Carrier Aircraft zurück zum Kennedy-Raumfahrtzentrum transportiert.
Missionsspezialistin Shannon Lucid hatte mit ihrem vierten Raumflug insgesamt 838 Stunden im Orbit verbracht und war damit länger als jede Frau vor ihr in einem Raumschiff geflogen.